# Elatostema sessile
Elatostema sessile là loài thực vật có hoa trong họ Tầm ma. Loài này được J.R.Forst. & G.Forst. mô tả khoa học đầu tiên năm 1775.